# Wido von Chur
Wido (auch Wido Curiensis; * vor 1096; † 17. oder 18. Mai 1122 in Petershausen) war Bischof von Chur.

## Leben
Erstmals erwähnt wird Wido 1096 als Domherr von Augsburg, bevor er in demselben Jahr Bischof von Chur wurde. Er vertrat im Investiturstreit die päpstliche Seite und unterhielt einen umfangreichen Briefwechsel mit den Päpsten Paschalis II. und Calixt II., knüpfte aber auch Kontakte zu König Heinrich V. Ab 1110 wurde er vom Papst als Mittler in süddeutschen Angelegenheiten eingesetzt, so bei der Erhebung Ulrichs von Dillingen zum Bischof von Konstanz 1111 oder in der Kontroverse zwischen Rudolf von Homburg, Bischof von Basel, und dem Konvent von Pfäfers um den Status des Klosters. Um 1120 wollte Wido resignieren, doch Papst Calixt II. lehnte das Gesuch ab. Er gründete das Hospiz auf dem Septimer, das 1186 erstmals urkundlich genannt wurde.
Wido starb am 17. oder 18. Mai 1122 im Kloster Petershausen und wurde in Chur beigesetzt. 